# Шведкаускас, Томас
Томас Шведкаускас (лит. Tomas Švedkauskas; 22 июня 1994, Мариямполе, Литва) — литовский футболист, вратарь клуба «Хегельманн» и сборной Литвы.

## Клубная карьера
Воспитанник команды «Швитурис». В 2009 году подписал контракт с клубом «Судува», в составе которого дебютировал в том же году, сыграв 1 матч в чемпионате Литвы. В следующем году провёл за команду ещё 4 матча в высшей лиге. В сезоне 2011/12 на правах аренды выступал за молодёжную команду итальянской «Фиорентины». После окончания аренды остался в Италии, где подписал контракт с клубом «Рома». В составе молодёжной команды «Ромы» провёл один сезон, но за основной состав не сыграл ни одного матча. С 2013 года выступал в аренде за клубы Серии В и Серии С, а также за клуб португальской Сегунды «Ольяненсе». В 2017 году покинул «Рому» в качестве свободного агента, а 9 ноября подписал контракт с клубом второй лиги Румынии УТА. В феврале 2018 года перешёл в литовский «Тракай».

## Карьера в сборной
За основную сборную Литвы дебютировал 8 июня 2018 года в товарищеском матче со сборной Ирана.